# Dourbie
A Dourbie folyó Franciaország területén, a Tarn bal oldali mellékfolyója.

## Földrajzi adatok
A folyó Gard megyében, a Cévennekben ered 1290 méteren, és Millau-nál ömlik be a Tarnba. Hossza 72 km.
Mellékfolyói a Durzon és a Trévezel.

## Megyék és városok a folyó mentén
- Gard: Dourbies
- Aveyron : Saint-Jean-du-Bruel, Nant, Millau.